# Лужки (Раменский район)
Лужки́ — деревня в Раменском муниципальном районе Московской области. Входит в состав сельское поселение Вялковское. Население — 89 чел. (2010).

## Название
Название образовано от народного географического термина Лужки, подобно таким наименованием как Бережки, Горки, Озерки и др..

## География
Деревня Лужки расположена в северной части Раменского района, примерно в 9 км к северу от города Раменское. Высота над уровнем моря 136 м. Рядом с деревней протекает река Вьюнка. В деревне 4 улицы. Ближайший населённый пункт — село Строкино.

## История
В 1926 году Лужки входили в Строкинский сельсовет Быковской волости Бронницкого уезда Московской губернии.
С 1929 года — населённый пункт в составе Раменского района Московского округа Московской области.
До муниципальной реформы 2006 года Лужки входили в состав Вялковского сельского округа Раменского района.

## Население
| 1926 | 2002 | 2010 |
| ---- | ---- | ---- |
| 52   | ↘13  | ↗89  |

В 1926 году в деревне проживало 52 человека (24 мужчины, 28 женщин), насчитывалось 12 хозяйств, из которых 8 было крестьянских. По переписи 2002 года — 13 человек (9 мужчин, 4 женщины).